# Vittorio Amedeo I di Savoia
Vittorio Amedeo I di Savoia (Torino, 8 maggio 1587 – Vercelli, 7 ottobre 1637) fu duca di Savoia e sovrano dello Stato sabaudo  dal 1630 al 1637. Fu anche re titolare di Cipro e Gerusalemme.

## Biografia

### Infanzia
Trascorse buona parte della fanciullezza alla corte di Madrid, secondo la volontà del padre Carlo Emanuele I di Savoia. Alla morte del fratello Filippo Emanuele, principe ereditario, Vittorio Amedeo venne nominato legittimo erede e a Racconigi, il 21 gennaio 1607, Carlo Emanuele I volle che la corte giurasse fedeltà al figlio secondogenito.

### Matrimonio

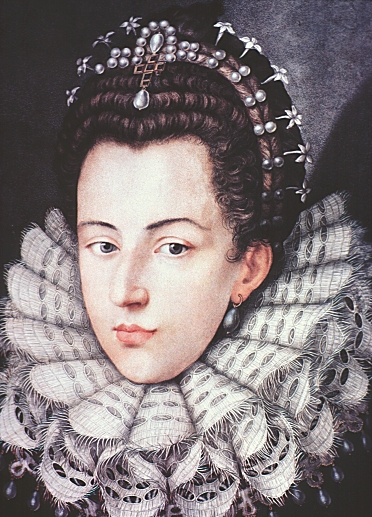
Maria Cristina di Borbone-Francia (miniatura di Giovanna Garzoni, 1635)

In seguito alla crisi di rapporti con la Spagna e all'avvicinamento del padre alla Francia, Vittorio Amedeo venne fatto sposare alla sorella di Luigi XIII, Maria Cristina di Borbone-Francia, la futura prima "Madama Reale". A chiedere la mano della principessa francese erano andati, come ambasciatori, il cardinale Maurizio di Savoia e il vescovo di Annecy Francesco di Sales.
Il 10 febbraio 1619, giorno in cui Cristina compì tredici anni, i due vennero sposati.

### Fasti della corte
Rimasti fino a settembre 1619 a Parigi, la coppia partì in seguito per il Piemonte. In novembre, raggiunta Chambéry, venne ricevuta dalla corte e si diede inizio alle feste.
Vittorio Amedeo, uomo poco avvezzo alla vita mondana, partecipava malvolentieri alle feste organizzate dalla moglie, sebbene l'amasse profondamente. Alla gioia di vivere introdotta da Cristina preferiva solitarie passeggiate nei boschi o la caccia.

### Politica
Vittorio Amedeo salì al trono alla morte del padre, nel 1630. La politica di Carlo Emanuele (in particolare il suo coinvolgimento nella seconda guerra del Monferrato) aveva portato forte instabilità nei rapporti con Francia e Spagna, e pochi vantaggi per il Ducato di Savoia nella conquista di alcuni territori monferrini, visto che l'intero Monferrato, era tenuto ancora saldamente dal Duca di Mantova Carlo I Gonzaga nonostante questi avesse diversi problemi a cui badare,  dopo il Sacco di Mantova. Per difendere lo stato, Vittorio Amedeo I aveva bisogno di milizie, ma mancava sia il denaro per reclutare truppe mercenarie sia la possibilità di creare un forte esercito piemontese.
Vittorio Amedeo cercò in ogni caso di potenziare il piccolo esercito che aveva ereditato dal padre, decimato dalle guerre di successione del Monferrato. Dall'esempio che Gustavo II Adolfo di Svezia stava dando all'Europa, il duca di Savoia aveva capito l'importanza di un esercito stabile e ben addestrato. Vittorio Amedeo I ordinò di potenziare l'artiglieria, che divenne una delle più imponenti d'Europa, anche grazie all'apertura di un'apposita scuola per artiglieri. Nei sette anni del suo regno, il duca di Savoia riuscì a contare sotto le armi ben 20.000 uomini.
Decise pertanto di sottoscrivere un trattato di pace con la Spagna, schierandosi apertamente dalla parte dei francesi. Le trattative andarono avanti per tutto il 1630 e alla fine, a Cherasco, tra il 5 e il 7 aprile 1631 le varie potenze si riunirono per stabilire gli accordi di pace. Secondo i trattati, Pinerolo, allora in mano francese, sarebbe dovuta tornare ai Savoia, ma un accordo segreto stretto l'anno prima a Torino prevedeva, come pegno di alleanza franco-piemontese, che la munitissima piazzaforte rimanesse alla Francia, mentre Parigi si sarebbe prodigata per far cadere in mano a Vittorio Amedeo la città di Ginevra. Avvenne una finta restituzione: il duca ricevette le chiavi di Pinerolo e le riconsegnò a Luigi XIII, poco dopo. In questo modo la Francia si assicurava la proprietà dell'importantissima piazza pinerolese, mentre al Ducato di Savoia vennero annesse Trino ed Alba..
Alla nascita dell'erede maschio, Francesco Giacinto di Savoia, Vittorio Amedeo I cercò di aumentare il prestigio della casata attribuendosi il titolo reale di Cipro, in quanto discendente dei Lusignano, senza peraltro che nessuno glielo avesse mai concesso. Pertanto assunse la forma chiusa alla sua corona, simbolo di potere regio.

### Battaglie vinte contro gli spagnoli e morte

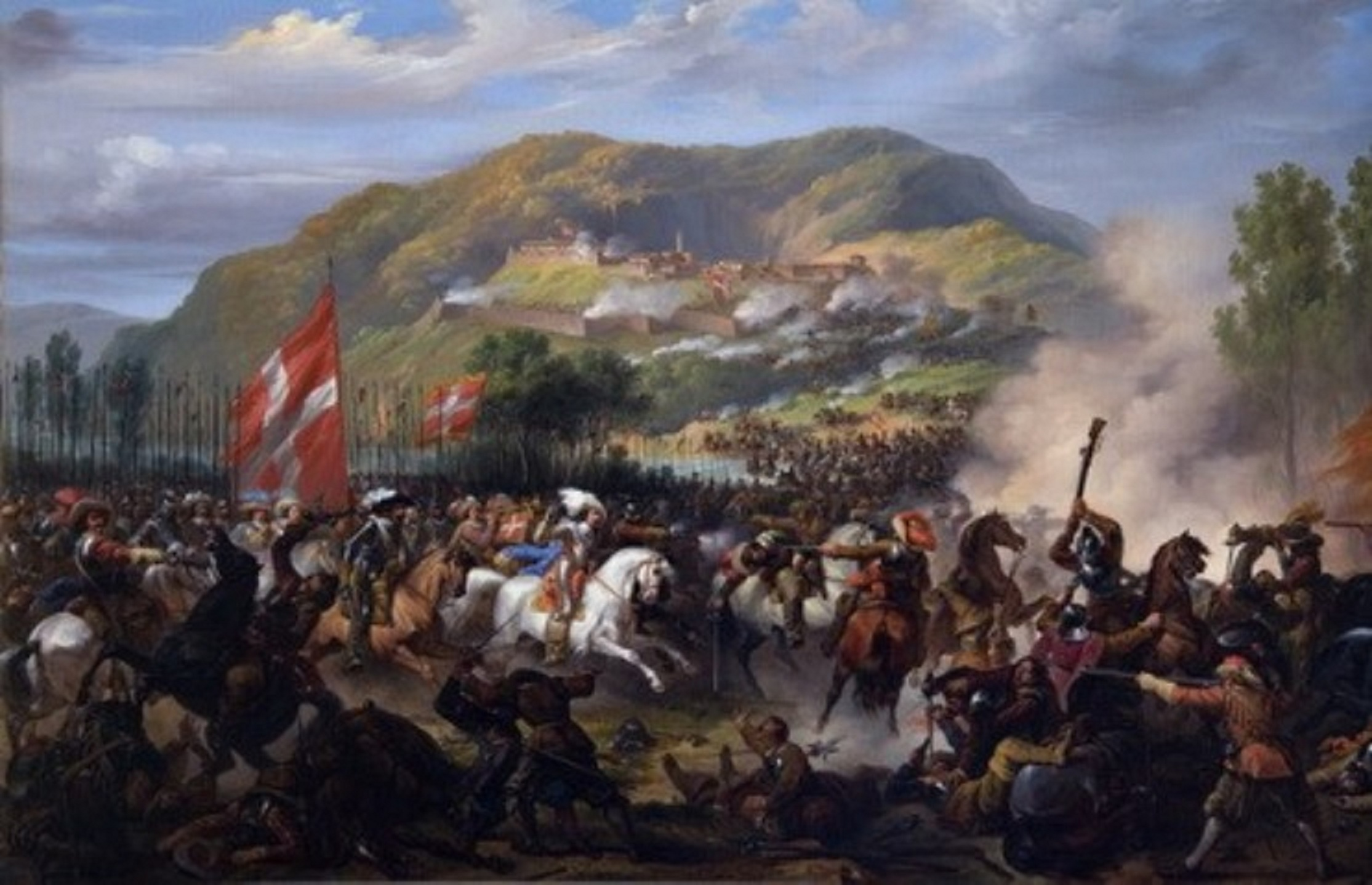
Raffigurazione di Vittorio Amedeo I nella battaglia di Mombaldone.

Cercando di creare, sotto la regia del cardinale Richelieu, una lega antispagnola in Italia, Vittorio Amedeo condusse alcune operazioni militari tra il 1636 e il 1637, sconfiggendo gli spagnoli nelle battaglie di Tornavento e Mombaldone.
(Vittorio Amedeo I di Savoia)
La sera del 25 settembre 1637, il duca di Créquy offrì al duca di Savoia una sontuosa cena, al termine della quale molti convitati si sentirono male e furono costretti a rimanere a letto. Vittorio Amedeo venne trovato grave; morì a Vercelli  alle ore 2 e 30 del mattino del 7 ottobre per una probabile intossicazione alimentare, lasciando alla moglie la reggenza per il figlio.
Vittorio Amedeo I è sepolto in una cappella del duomo di Vercelli, accanto alle tombe del Beato Amedeo IX, di Carlo I, Carlo II e della duchessa Jolanda.

## Discendenza
Dal matrimonio con Maria Cristina di Borbone-Francia (1606-1663), che fu poi reggente del ducato dal 1637 al 1663, figlia di Enrico IV di Francia e sorella di Luigi XIII, nacquero:
- Ludovica Cristina (1629-1692) sposò suo zio, il principe Maurizio di Savoia;
- Francesco Giacinto (1632—1638) duca di Savoia;
- Carlo Emanuele (1634—1675) duca di Savoia; sposò in prime nozze la cugina Francesca Maddalena d'Orléans da cui non ebbe figli; in seconde nozze sposò un'altra cugina Maria Giovanna Battista di Savoia-Nemours da cui ebbe figli;
- Margherita Violante (1635-1663), sposò Ranuccio II Farnese;
- Enrichetta Adelaide (1636-1676), sposò Ferdinando Maria di Baviera;
- Caterina Beatrice (1636-1637).

Tutti i figli erano cugini primi del re di Francia Luigi XIV.

## Ascendenza
|                              |                   |                        | Genitori                        |  |  | Nonni |  |  | Bisnonni           |  |  | Trisnonni            |  |
|                              |                   |                        |                                 |  |  |       |  |  | Carlo II di Savoia |  |  | Filippo II di Savoia |  |
|                              |                   |                        |                                 |  |  |       |  |  | Carlo II di Savoia |  |  | Filippo II di Savoia |  |
|                              |                   | Claudina di Brosse     |                                 |  |  |       |  |  | Carlo II di Savoia |  |  |                      |  |
| Emanuele Filiberto di Savoia |                   |                        |                                 |  |  |       |  |  | Carlo II di Savoia |  |  |                      |  |
|                              |                   | Beatrice di Portogallo | Manuele I del Portogallo        |  |  |       |  |  |                    |  |  |                      |  |
|                              |                   | Beatrice di Portogallo | Manuele I del Portogallo        |  |  |       |  |  |                    |  |  |                      |  |
|                              |                   | Beatrice di Portogallo | Maria d'Aragona e Castiglia     |  |  |       |  |  |                    |  |  |                      |  |
| Carlo Emanuele I di Savoia   |                   | Beatrice di Portogallo |                                 |  |  |       |  |  |                    |  |  |                      |  |
|                              |                   | Francesco I di Francia | Carlo di Valois-Angoulême       |  |  |       |  |  |                    |  |  |                      |  |
|                              |                   | Francesco I di Francia | Carlo di Valois-Angoulême       |  |  |       |  |  |                    |  |  |                      |  |
|                              |                   | Francesco I di Francia | Luisa di Savoia                 |  |  |       |  |  |                    |  |  |                      |  |
| Margherita di Francia        |                   | Francesco I di Francia |                                 |  |  |       |  |  |                    |  |  |                      |  |
|                              |                   | Claudia di Francia     | Luigi XII di Francia            |  |  |       |  |  |                    |  |  |                      |  |
|                              |                   | Claudia di Francia     | Luigi XII di Francia            |  |  |       |  |  |                    |  |  |                      |  |
|                              |                   | Claudia di Francia     | Anna di Bretagna                |  |  |       |  |  |                    |  |  |                      |  |
| Vittorio Amedeo I            |                   | Claudia di Francia     |                                 |  |  |       |  |  |                    |  |  |                      |  |
|                              | Carlo V d'Asburgo | Filippo I d'Asburgo    |                                 |  |  |       |  |  |                    |  |  |                      |  |
|                              | Carlo V d'Asburgo | Filippo I d'Asburgo    |                                 |  |  |       |  |  |                    |  |  |                      |  |
|                              | Carlo V d'Asburgo | Giovanna di Castiglia  |                                 |  |  |       |  |  |                    |  |  |                      |  |
| Filippo II di Spagna         | Carlo V d'Asburgo |                        |                                 |  |  |       |  |  |                    |  |  |                      |  |
|                              |                   | Isabella di Portogallo | Manuele I del Portogallo        |  |  |       |  |  |                    |  |  |                      |  |
|                              |                   | Isabella di Portogallo | Manuele I del Portogallo        |  |  |       |  |  |                    |  |  |                      |  |
|                              |                   | Isabella di Portogallo | Maria d'Aragona e Castiglia     |  |  |       |  |  |                    |  |  |                      |  |
| Caterina Michela d'Asburgo   |                   | Isabella di Portogallo |                                 |  |  |       |  |  |                    |  |  |                      |  |
|                              |                   | Enrico II di Francia   | Francesco I di Francia          |  |  |       |  |  |                    |  |  |                      |  |
|                              |                   | Enrico II di Francia   | Francesco I di Francia          |  |  |       |  |  |                    |  |  |                      |  |
|                              |                   | Enrico II di Francia   | Claudia di Francia              |  |  |       |  |  |                    |  |  |                      |  |
| Elisabetta di Valois         |                   | Enrico II di Francia   |                                 |  |  |       |  |  |                    |  |  |                      |  |
|                              |                   | Caterina de' Medici    | Lorenzo de' Medici              |  |  |       |  |  |                    |  |  |                      |  |
|                              |                   | Caterina de' Medici    | Lorenzo de' Medici              |  |  |       |  |  |                    |  |  |                      |  |
|                              |                   | Caterina de' Medici    | Maddalena de La Tour d'Auvergne |  |  |       |  |  |                    |  |  |                      |  |
|                              |                   | Caterina de' Medici    |                                 |  |  |       |  |  |                    |  |  |                      |  |